# Взятие Дербента
Взятие Дербента — взятие русскими войсками при поддержке союзников персидской крепости Дербент в ходе Персидского похода Петра I в 1722 году.

## Предыстория
В августе 1722 года русская армия активно продвигалась к Дербенту. При этом пришлось столкнуться с местным населением. Овладение Дербентом является важным событием Персидского похода. Присоединив этот город к Российской империи, российский император расширил береговой путь вдоль Каспийского моря. В дальнейшем было принято решение о захвате Баку, но по причине погодных условий этот план решили отложить на следующий год.

## Присоединение
Пётр Великий отплыл из Астрахани. Конница направилась сухопутным путем к Дербенту вдоль Каспийского моря. 25 июля 1722 года Пётр написал письмо — известие шаху о начале и причинах Каспийского похода: «Мы идем к Шемахе не для войны с Персией, но для искоренения бунтовщиков, которые нам обиду сделали». 5 августа 1722 года русская армия двинулась в сторону Дербента. Выиграв ряд сражений с местными отрядами на Кавказе, которые были сторонниками Османской империи, российский император быстро достиг Дербента. 23 августа 1722 года жители сдали крепость без боя. «… наместник сего города встретил нас и ключ поднес от ворот». Правительство отнеслось гостеприимно к русской армии, что давало надежду на успешные отношения с Россией. Из-за бури, которая подняла на море, были повреждены корабли с провиантом. Пётр вернулся обратно в Астрахань, на время прервав поход. Именно крепость Дербент была ключевой точкой в данном походе. Предполагалось, что она будет местом, куда русские купцы будут привозить товары с Востока для торговли с Европой.
На протяжении всего Персидского похода лидр повстанцев Дауд-бек вел борьбу против присутствия русских войск на Кавказе. В октябре 1722 года его войска начали осаждать крепость, которая на тот момент принадлежала Российской империи, но захватить ему её не удалось. Но всё же он сжёг ряд окрестностей около крепости.

## Итог
В сентябре 1723 года сын шаха Тахмасп II согласился на поставленные условия по мирному договору. «… уступает Его Императорскому Величеству Всероссийскому в вечное владение города Дербент, Баку, со всеми к ним принадлежащими и по каспийскому морю лежащими землями и местами». В 1735 году Дербент вновь отошёл к Персии по Гянджинскому мирному договору.